# Клональная колония

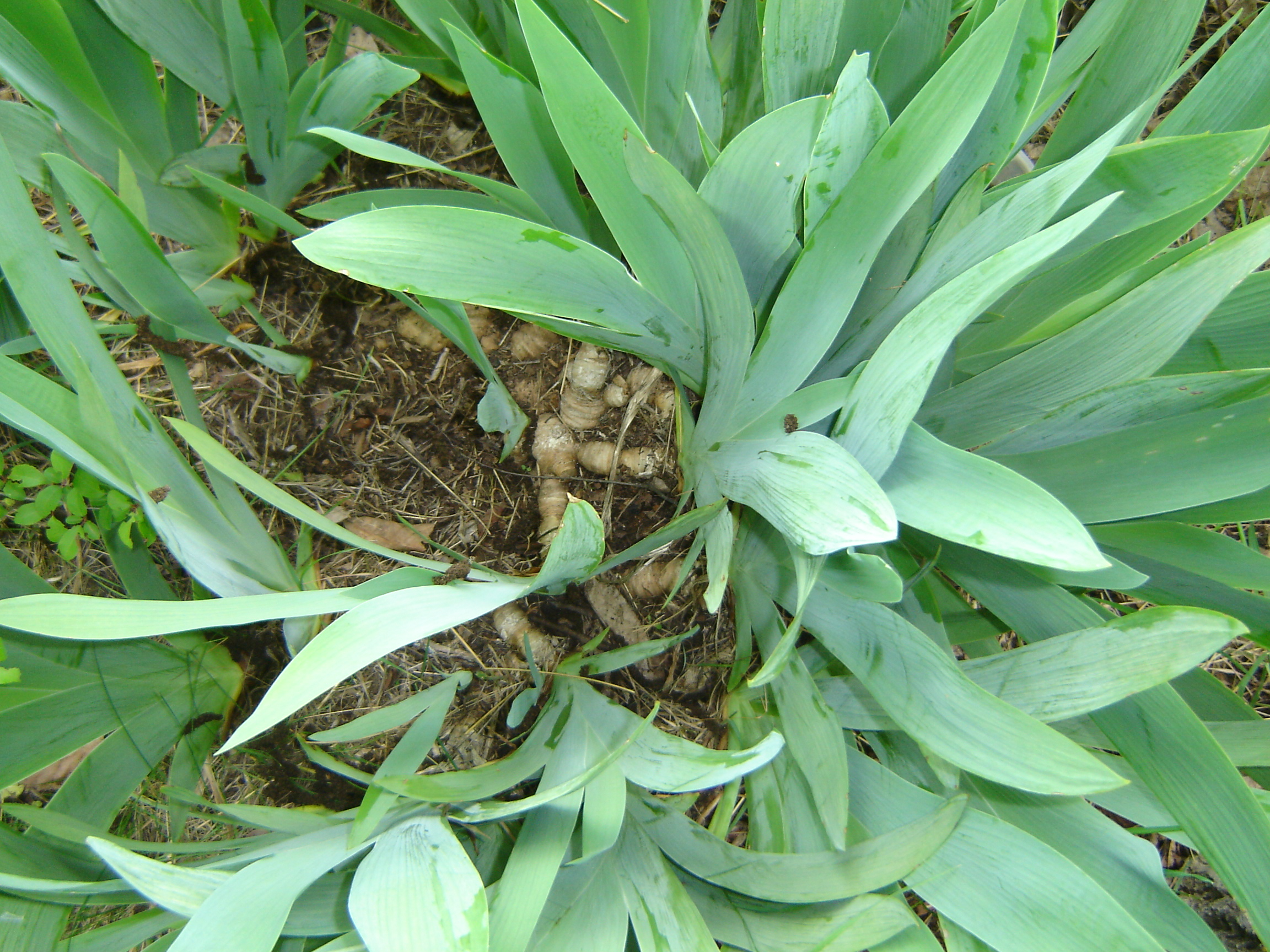
Клональная колония ириса германского

Клональная колония — группа генетически идентичных особей (растений, грибов, бактерий), выросших в одном месте, размножившихся вегетативным, а не половым путём. У растений особь такой популяции называют рамет. У грибов особи развиваются из общего мицелия, скрытого в почве. Клональные колонии распространены у многих видов растений. Хотя часть из них размножается половым путём посредством семян, размножение может осуществляться в некоторых случаях за счёт подземных столонов и корневищ. Над землёй эти растения кажутся отдельными особями, поэтому клональные колонии не всегда легко распознать.

## Способы образования
- У многих древесных растений клональные колонии возникают на широкой части корня, в котором появляются побеги.
- Деревья и кустарники с ветвями, соприкасающимися с землей, могут образовать колонию через наслоения, например, ивы и ежевика.
- Некоторые виды лозы естественным образом выращивают корни на стеблях, которые прорастают в почву при соприкосновении с землей (плющ, трубная лоза).
- Папоротники и многие травянистые цветущие растения часто образуют колонии с помощью горизонтального подземного стебля-корневища (страусиный папоротник Matteuccia struthiopteris, золотарник).
- Некоторые виды цветущих травянистых растений образуют колонии с помощью горизонтальных поверхностных стеблей, называемых столоны (клубника).
- Производить колонии способно некоторое число травянистых растений с подземными органами хранения, такими как луковицы и клубнелуковицы (нарциссы, крокус).
- Некоторые растения могут образовать колонию через случайные всходы, образующиеся на листьях (Kalanchoe daigremontiana, Tolmiea menziesii).
- Несколько видов растений могут образовывать колонии с помощью бесполого семени, которое называется апомиксис (одуванчик).

## Примеры колоний
Группа деревьев тополя осинообразного (Populus tremuloides), имеющая название Пандо, насчитывает 47 тысяч особей и растёт на площади 43 га в горах штата Юта, США. Считается крупнейшим в мире организмом с массой 6000 тонн.
Известна плантация ломации тасманской (Lomatia tasmanica) в Тасмании, возраст которой оценивается в 43 600 лет.
Другим потенциальным кандидатом в старожилы является скопление в Средиземном море морского цветкового растения позидонии океанской (Posidonia oceanica). Возраст этого скопления может составлять около 100 тысяч лет.